# Портрет Эмиля Золя
«Портрет Эмиля Золя» (фр. Portrait d'Émile Zola) — картина, написанная  в 1868 году французским художником Эдуаром Мане (Édouard Manet, 1832—1883). Принадлежит музею Орсе в Париже. Размер картины — 146,5 × 114 см.
На картине изображён друг художника — французский писатель и публицист Эмиль Золя (Émile Zola, 1840—1902).

## История
Эмиль Золя впервые увидел картины Эдуара Мане во время «Салона отверженных» 1863 года и с тех пор стал горячим поклонником творчества художника, которое отвергалось многими критиками того времени. В 1860-х годах Золя написал несколько статей о Мане, в которых, в частности, защищал его от несправедливой (с его точки зрения) критики.
Золя и Мане познакомились в мае 1866 года. Через некоторое время в знак своей благодарности Мане предложил написать портрет писателя. Мане работал над этим портретом в 1868 году в своей мастерской на улице Гийо. Картина была представлена публике на Парижском салоне 1868 года.
После окончания работы над картиной Мане подарил её Эмилю Золя. После смерти Золя, последовавшей в 1902 году, картина оставалась у его вдовы. В 1918 году она подарила портрет Лувру с условием, чтобы он оставался у неё до конца её жизни, так что картина попала в Лувр только в 1925 году. В 1986 году она была передана из Лувра в музей Орсе.

## Описание
Эмиль Золя изображён сидящим вполоборота к зрителю, с открытой книгой в руках (полагают, что это «История живописи» Шарля Блана). Перед ним — письменный стол, заваленный книгами, журналами и другими предметами, связанными с творчеством писателя. Среди них — брошюра с очерком Золя «Новый путь живописи: Эдуар Мане». На стене над столом можно различить чёрно-белую репродукцию картины Мане «Олимпия», которая частично закрывает гравюру с картины Веласкеса «Триумф Вакха, или Пьяницы», а также цветную гравюру Утагавы Куниаки II с изображением японского борца. В левой части полотна изображена японская ширма.